# Iamthemorning
iamthemorning – rosyjski duet muzyczny, który tworzą pianista Gleb Kolyadin oraz wokalistka Marjana Semkina.
Grupa powstała w Petersburgu w 2010. Nazwa duetu pochodzi od piosenki z debiutanckiej płyty grupy Oceansize.
Pierwszą płytę, zatytułowaną „~” (tylda) grupa wydała w 2012 własnym sumptem, została jednak szybko zauważona w kręgach miłośników rocka progresywnego i kolejne wydawała już w wytwórni Kscope.
Muzyka duetu określana bywa jako „chamber prog” (kameralny rock progresywny), zawiera wpływy zarówno rocka progresywnego jak i muzyki klasycznej, nawiązuje do takich zespołów jak Porcupine Tree czy Anathema.
Na płytach iamthemorning gościnnie zagrali m.in. Gavin Harrison i Colin Edwin (Porcupine Tree) albo Mariusz Duda (Riverside). Również podczas koncertów na scenie występują dodatkowi muzycy, ale nie dołączają do grupy na stałe.
Płyta „Lighthouse” zdobyła nagrodę dla najlepszej płyty roku (Album of The Year) w plebiscycie Progressive Music Awards.
Płyta „The Bell” z 2019 była albumem koncepcyjnym inspirowanym XIX-wiecznymi historiami ludzi pogrzebanymi za życia.

## Dyskografia
Płyty studyjne: 
- ~ (2012)
- Belighted (2014)
- Lighthouse (2016)
- Ocean Sounds (2018)
- The Bell (2019)

Single i maksisingle:
- Miscellany (2014)
- Song of Psyche (2019)
- Ghost of a Story (2019)
- Counting the Ghosts (2020)

Płyty koncertowe:
- From the House of Arts (2015)

Filmy:
- Ocean Sounds (2018)